# La Maison Tellier (recueil)
Pour les articles homonymes, voir La Maison Tellier (homonymie).
La Maison Tellier est le premier recueil de nouvelles de Guy de Maupassant, paru en  1881 chez l'éditeur Victor , puis une édition augmentée chez Paul Ollendorff.

## Historique
Certaines des nouvelles avaient fait l'objet d'une publication antérieure dans des journaux comme La Revue politique et littéraire ou La Vie moderne.
Le recueil est publié le 21 avril 1881 par l'éditeur Victor Havard. Il s'ouvre sur une dédicace ainsi conçue : « À Ivan Tourgueniev, hommage d'une affection et d'une grande admiration. »
Maupassant rencontre le romancier russe vers 1876 par l'intermédiaire de Gustave Flaubert et cette dédicace se veut le témoignage de son estime pour l'homme et l'œuvre. À l'époque de la publication du recueil, les récits de Tourgueniev exercent une réelle influence sur le jeune écrivain français qui s'inspire notamment de Moumou pour écrire Histoire d'un chien, une nouvelle que Maupassant refuse de publier en volume tant elle ressemble à son modèle.

## Nouvelles
Le recueil original est composé des huit nouvelles suivantes : 
- La Maison Tellier (inédite)
- Sur l'eau (1876)
- Histoire d'une fille de ferme (1881)
- En famille (1881)
- Le Papa de Simon (1879)
- Une partie de campagne (1881)
- Au printemps  (inédite)
- La Femme de Paul  (inédite)

L'édition de 1891 est augmentée d'une neuvième nouvelle, Les Tombales, publiée la même année dans Gil Blas et placée en deuxième position du recueil.

## Réception critique
Dès sa parution, le succès public et critique du recueil est considérable. La première édition du recueil connaît de nombreuses réimpressions.  En 1891, alors que les ventes faiblissaient et que son contrat avec Havard prend fin, Maupassant en profite pour négocier avec l'éditeur Paul Ollendorff une seconde publication augmentée de la nouvelle Les Tombales.  
Avec La Maison Tellier, Maupassant produit une œuvre qui lui permit, après Boule de suif, d'asseoir durablement sa réputation d'écrivain. Néanmoins, les avis des critiques furent partagés entre ceux qui ont crié à « l'ordure » comme Léon Chapron dans L'Événement ou ceux qui ont qualifié ce recueil de « chef-d’œuvre », tel Émile Zola dans Le Figaro.

## Éditions
- Maupassant, La Maison Tellier, édition de Louis Forestier, Éditions Gallimard, 1995.  (ISBN 978-2-07-039401-2)